# خالد محمد إبراهيم
خالد محمد إبراهيم حاجيه، لاعب كرة قدم كويتي من مواليد 1992، و يلعب ضمن نادي القادسية الكويتي في مركز خط الدفاع.
لعب مباراته الأولى أمام نادي الجهراء ضمن مباراة تحديد الثالث والرابع في مسابقة كأس ولي العهد الكويتي في موسم 2010-2011.
والده هو اللاعب السابق محمد إبراهيم هداف نادي القادسية.

## روابط خارجية
- خالد محمد إبراهيم على موقع Soccerway.com (الإنجليزية)
- خالد محمد إبراهيم على موقع كووورة